# De kus
De kus est un film belge réalisé par Hilde Van Mieghem, sorti en 2004.

## Distribution
- Marie Vinck : Sarah Lenaerts
- Veerle Baetens : Rita
- Zakaria Bchiri : le jeune garçon
- Marc Bogaerts : le maître de ballet
- Leonie Borgs : Celine Lenaerts
- Zoe Cnaepkens : Sarah Lenaerts (jeune)
- Axel Daeseleire : le détective
- Jan Decleir : Marcel Lenaerts
- Tom De Hoog : le docteur
- Josse De Pauw : l'oncle Hugo
- Hilde Van Mieghem : Denise Lenaerts